# 四大名捕 (亞洲電視劇集)
《四大名捕》（英語：The Undercover Agents）是亞洲電視製作的劇集，於1984年4月首播，改編自溫瑞安經典小說《四大名捕》。主要演員有黎漢持、伍衛國、張翼、梁小龍。

## 簡介
本劇描寫了四位武藝、兵器均各具特色，而性格也各有獨突的“四大名捕”，追查刺殺皇帝的兇手集團的故事。然而追查的結果，連四大名捕本身也始料不及，所遇到的阻力危險，竟然並非來自兇手集團，而是名捕所意想不到的力量。全劇過程，峰迴路轉，揭發了許多令人意想不到的情景，構成一幕連一幕的高潮，他們的矛盾衝突也形成了迭起的激情。四大名捕分別為：
無情 
四大名捕中的大師兄，本名盛崖餘。諸葛神侯大弟子，御賜「天下四大名捕」之首。外冷內熱深得大家尊重。
鐵手 
四大名捕中的二師兄，原名鐵游夏，早年已是當地名捕，後來帶藝投師。一雙鐵掌刀槍不入，百毒不侵。
追命 
四大名捕中的三師兄，原名崔略商，出生時便帶有內傷，不修邊幅，對什麼事都不在乎。
冷血 
四大名捕中的四師弟，原名冷凌棄，所用兵器為軟劍。不太善於處理感情方面的問題。

## 演員

### 主要演員
- 伍衛國 飾 無情-盛崖餘
- 黎漢持 飾 冷血-冷凌棄
- 梁小龍 飾 追命-崔略商
- 張　翼 飾 鐵手-鐵遊夏
- 董　驃 飾 諸葛正我
- 米　雪 飾 艷無憂
- 阮佩珍 飾 姬瑤花
- 譚榮傑 飾 無為（太子）
- 曹達華 飾 皇帝

### 其它演員
- 高　雄 飾 孔貴
- 譚德成 飾 金劍
- 梁志琪 飾 銀劍
- 蔣　平 飾 柳激煙
- 陳中堅 飾 凌玉象
- 陳志雄 飾 慕容水雲
- 梁克遜 飾 沈錯骨
- 譚偉民 飾 龜敬淵
- 林富偉 飾 莊之洞
- 李春華 飾 高山青
- 江　濤 飾 石幽明
- 陳美頤 飾 辛十三娘
- 陳植槐 飾 黃天星
- 方　州 飾 鄺無極
- 楊仲恩 飾 殷乘風
- 劉素芳 飾 伍彩雲
- 薛春偉 飾 鮑龍
- 黎少傑 飾 鮑虎
- 蔡國慶 飾 屈奔雷
- 黃秋生 飾 常無天
- 陳紹良 飾 蔡玉丹
- 韓　江 飾 巴天石
- 區　嶽 飾 時震東
- 朱德惠 飾 田大錯
- 關於標 飾 沈雲山
- 梁錦燊 飾 柳雁平
- 曾健明 飾 周冷龍
- 李　岡 飾 戚少商
- 鄭　雷 飾 楚相玉
- 陳世夢 飾 阮明正
- 吳玉壽 飾 司馬荒墳
- 羅國輝 飾 莫三給給
- 駱達華
- 凌文海 飾 周白宇
- 何家勁 飾 阿力